# Olympia
Olympia, poznata i kao L'Olympia ili Olympia Hall, poznata je koncertna dvorana smještena na Bulevardu kapucina u Parizu. Uz njujorški Carnegie Hall, londonski Royal Albert Hall i Sydneysku operu ubraja se među najpoznatije, najelitnije i najcjenjenije koncertne dvorane u svijetu. Otvorena je u svibnju 1888. godine te je kroz svoju povijest proslavila i ugostila brojna glazbena imena - šansonijerka Edith Piaf nastupala je u Olympiji između 1955. i 1962. godine, nakon čega brojni poznati glazbenici održavaju koncerte - tako su Beatlesi osamnaest dana zaredom nastupali u dvorani, ponekad održavši i do tri koncerta u danu početkom 1964., prije odlaska na američku turneju.
Koncerti Jacques Brela u Olympiji 1961. i 1964. stekli su legendarni status, dok se koncert Marlene Dietrich 1962. godine prenosio uživo putem radija i televizije. U dvorani su nastupali i Beach Boysi, Jimi Hendrix, Red Hot Chili Peppersi, Judy Garland, David Bowie, Tina Turner, Madonna, Arctic Monkeys, Billie Holiday, Tokio Hotel i brojni drugi.
Od hrvatskih glazbenika u Olympiji nastupili su: Oliver Dragojević, Tereza Kesovija i Karlo Metikoš.
Dvorana ima 2000 mjesta. Obnavljana je u četiri navrata (1954., 1979., 1997. i 2001.) a s radom je prekidala tijekom Prvog svjetskog rata,  nakon Drugog svjetskog rata (1944. – 1954.) i 1983. kada je bila zatvorena zbog bankrota.